# Essex (Massachusetts)
 For alternative betydninger, se Essex (flertydig). (Se også artikler, som begynder med Essex)
Essex er en amerikansk by i staten Massachusetts.
42°37′55″N 70°47′00″V / 42.6319°N 70.7833°V